# 운터덴린덴

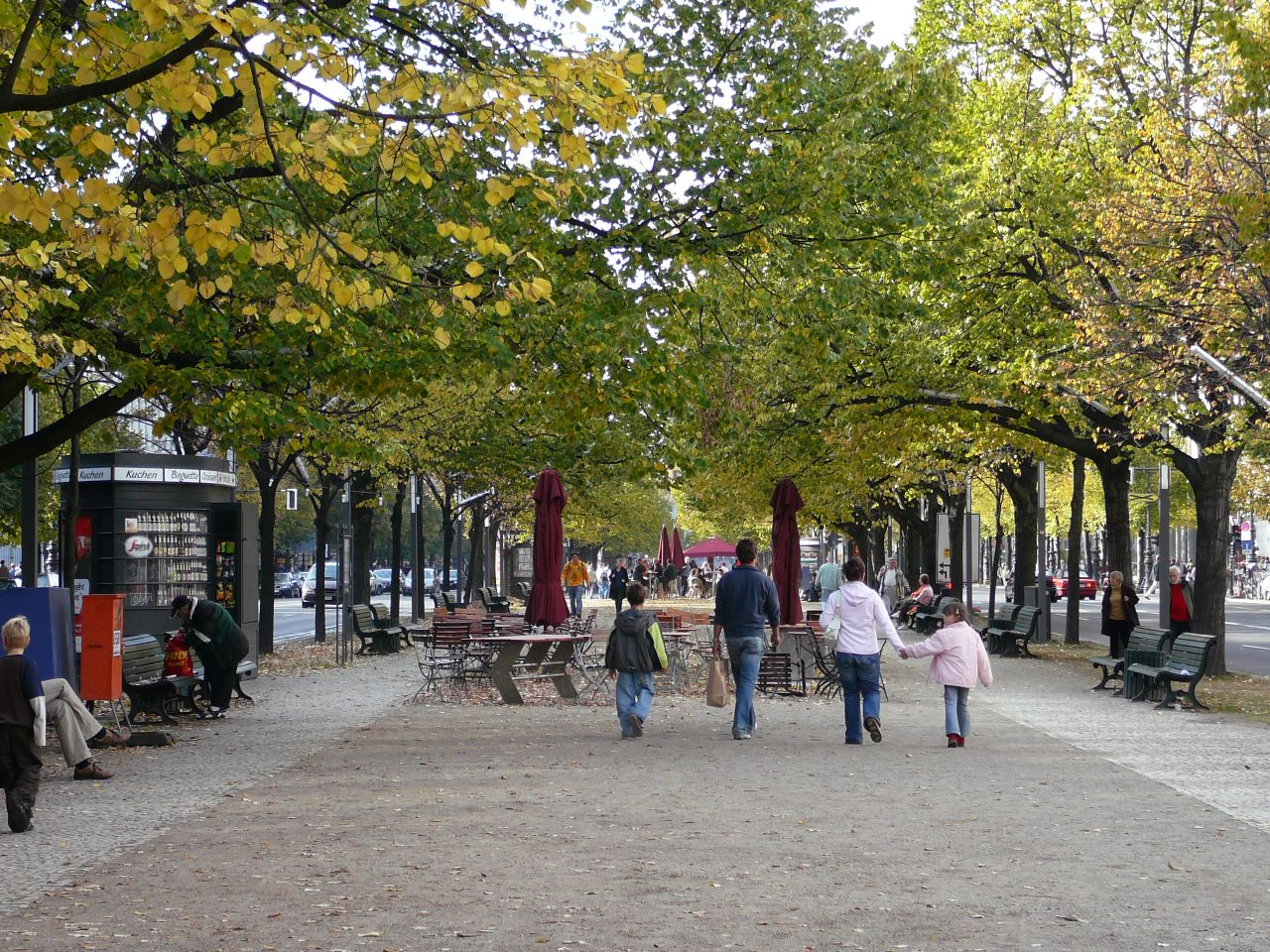
운터덴린덴의 모습

운터덴린덴(독일어: Unter den Linden)은 독일 베를린의 거리 중 하나이다. 운터덴린덴은 '린데 나무 아래'라는 뜻(‘린덴’은 ‘린데’의 복수형)으로, 거리 양쪽에 린데 나무가 늘어서 있다. 거리의 중앙에 산책로가 있고 벤치도 놓여있다. 브란덴부르크 문에서 베를린 궁전까지의 짧은 거리이지만, 길가에는 베를린의 융성을 나타내는 많은 역사적 건조물이 늘어서 있다.
린데 나무(독일어: Lindenbaum)를 한국어로 번역하는 과정에서 '보리수나무'로 번역하는 경우가 있는데, 린데 나무는 인도의 보리수 나무와 한국의 보리수나무로 불리는 품종과는 다른 품종의 나무이다. 원래 한국어가 없던 나무이므로 그대로 린데 나무로 부르는 것이 맞다.

## 건축물
브란덴부르크 문에서 동쪽으로 이동하여 다음과 같이 늘어서 있다.
- 파리저 광장 (Pariser Platz)
- 호텔 아들론 (Hotel Adlon)
- 러시아 대사관
- 베를린 주립도서관
- 베를린 국립 오페라
- 베벨 광장 (Bebelplatz)
- 베를린 훔볼트 대학교
- 성 헤드비지스 성당 (Sankt-Hedwigs-Kathedrale)
- 베를린 황태자궁 (Kronprinzenpalais)
- 노이에 바헤
- 독일 역사 박물관
- 왕궁 다리 (Schlossbrücke)
- 루스트 정원
- 박물관섬
- 베를리너 돔

## 같이 보기
- 베를린 브란덴부르거 토어역